# Settore sferico

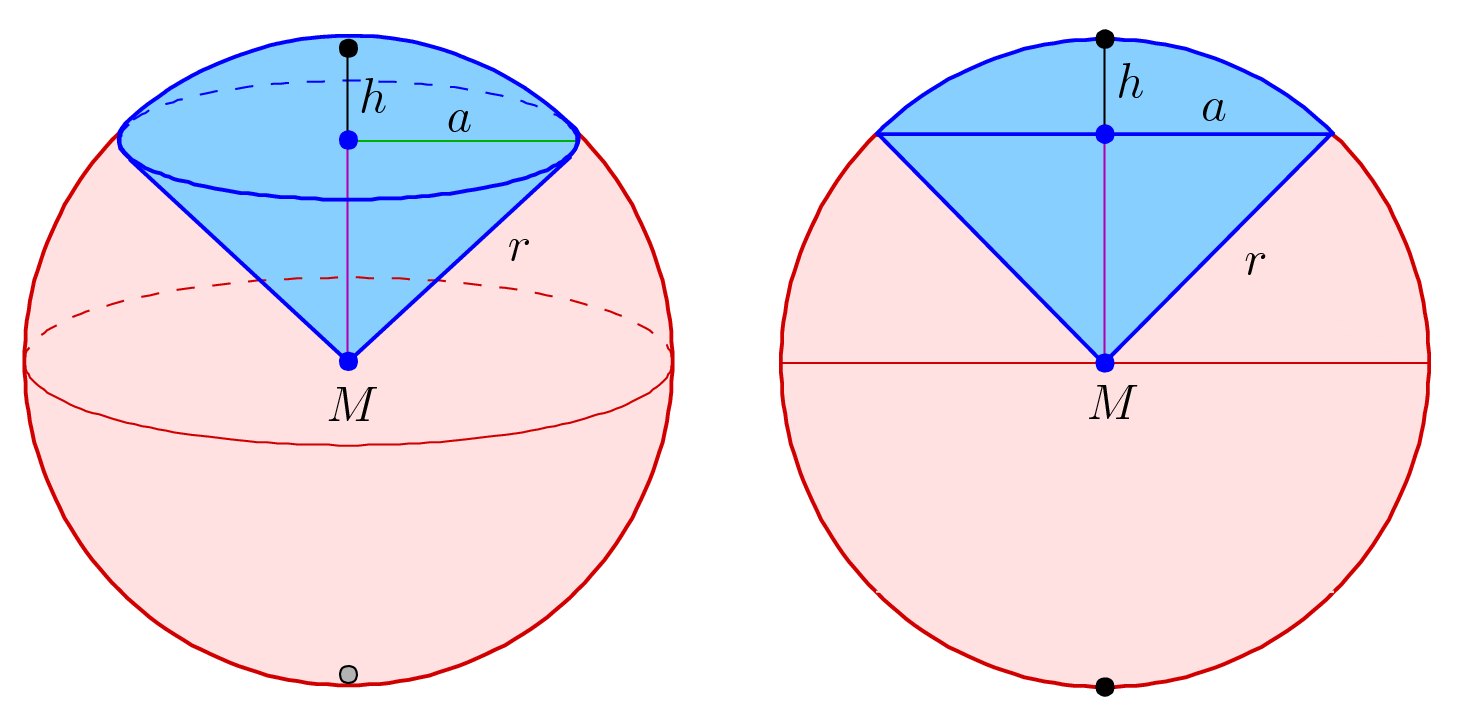
Un settore sferico con raggio di base a e raggio laterale r, evidenziato in blu.

In geometria, un settore sferico è la porzione di una palla (comunemente detta "sfera") delimitata dalla superficie laterale di un cono retto avente il vertice nel centro della palla e dalla superficie laterale di una calotta sferica, essendo entrambi i solidi individuati da uno stesso piano secante alla palla, e quindi avendo essi la base in comune.
Si osserva che nel caso limite in cui il piano secante è diametrale l'angolo al vertice del cono è pari a π radianti e il settore sferico consiste quindi in
un emisfero. Nel caso opposto, se il piano è tangente alla sfera, allora il settore sferico degenera nel segmento che unisce il centro della palla al punto di tangenza.

## Proprietà

### Volume
Siano r il raggio della sfera e h l'altezza della calotta sferica, il volume del settore sferico può essere scritto come:
{\displaystyle V={\frac {2\pi r^{2}h}{3}}\,}
o anche come:
{\displaystyle V={\frac {2\pi r^{3}}{3}}(1-\cos \varphi )\,,}
dove φ è un angolo di ampiezza pari alla metà dell'apertura del cono, ossia è l'angolo che esiste tra l'altezza del cono e il raggio della sfera.
Il volume del settore sferico è legato all'area della calotta sferica, As, dalla relazione:
{\displaystyle V={\frac {rA_{s}}{3}}\,.}

### Area
Siano r il raggio della sfera, a, il raggio della base della calotta sferica e h l'altezza della stessa calotta, la superficie del settore sferico, A, può essere scritta come:
{\displaystyle A=\pi r(a+2h)}
o anche, utilizzando il precedentemente definito angolo φ:
{\displaystyle A=2\pi r^{2}(1-\cos \varphi )}

### Derivazione
La prima formula sopra mostrata per il calcolo volume del settore sferico può essere derivata dalla somma del volume del cono e di quello della calotta sferica che condividono la base circolare di raggio a:
{\displaystyle V=V_{c}+V_{s}={\frac {\pi }{3}}\cdot a^{2}\cdot (r-h)+{\frac {\pi }{3}}\cdot h^{2}\cdot (3\cdot r-h)}
e considerando che, per il teorema di Pitagora: {\displaystyle a^{2}=2\cdot h\cdot r-h^{2}}.
La seconda formula può invece essere derivata integrando l'elemento di volume {\displaystyle dV=\rho ^{2}\sin \phi d\rho d\phi d\theta } in coordinate sferiche:
{\displaystyle V=\int _{0}^{2\pi }\int _{0}^{\varphi }\int _{0}^{r}\rho ^{2}\sin \phi \,d\rho d\phi d\theta =\int _{0}^{2\pi }d\theta \int _{0}^{\varphi }\sin \phi d\phi \int _{0}^{r}\rho ^{2}d\rho ={\frac {2\pi r^{3}}{3}}(1-\cos \varphi )\,}
Allo stesso modo, l'area può essere calcolata integrando l'elemento area sferica {\displaystyle dA=r^{2}\sin \phi d\phi d\theta } in coordinate sferiche e ricordando che r è costante:
{\displaystyle A=\int _{0}^{2\pi }\int _{0}^{\varphi }r^{2}\sin \phi d\phi d\theta =r^{2}\int _{0}^{2\pi }d\theta \int _{0}^{\varphi }\sin \phi d\phi =2\pi r^{2}(1-\cos \varphi )\,,}
dove φ è l'inclinazione e θ è l'azimut.